# شرکت سرمایه‌گذاری املاک و مستغلات
شرکت سرمایه‌گذاری املاک و مستغلات (انگلیسی: Real estate investment trust) یا تراست سرمایه‌گذاری در املاک و مستغلات، به شرکتی اطلاق می‌شود، که بخش اعظم از درآمد خود را از طریق مالکیت املاک و مستغلات تأمین می‌کند. شرکت‌های سرمایه‌گذاری املاک و مستغلات اغلب دارای انواع مختلفی از املاک تجاری، شامل ساختمان‌های اداری و آپارتمان‌ها، انبارها، بیمارستان‌ها، مراکز خرید و هتل‌ها می‌باشند و برخی از این شرکت‌ها نیز در تأمین مالی املاک نیز مشارکت می‌کنند.